# Micro Quatre Terços

Micro Four Thirds (abreujat MFT) és un sistema, inicialment desenvolupat per Olympus i Panasonic, de càmeres digitals i objectius intecanviables (MILC) pensats per oferir imatges d'alta qualitat però amb un equip molt més lleuger que els sistemes rèflex tradicionals que va ser anunciat el 5 d'agost del 2008 a Tòquio. El sistema MFT es basa en el sistema four thirds original, ja que utilitza el mateix sensor de 18,0 x 13,5 mm. Tot i això, tècnicament, les càmeres construïdes per aquest sistema no són DSLR perquè no tenen un sistema de miralls i els visors òptics són substituïts per visors electrònics.

## Característiques

Comparació dels diferents sensors d'imatge.

### Sensor d'imatge
El sistema Quatre Terços és un sistema de càmeres amb objectius intercanviables que utilitza un sensor d'imatge amb una longitud diagonal de 21,63 mm, que és la meitat de la longitud diagonal del format 135 (36 mm x 24 mm). Com que el sistema Micro Quatre Terços es basen en el sensor d'imatge de les càmeres Quatre Terços, ambdós sistemes fan ús d'un sensor que mesura 18,0 x 13,5 mm.
L'àrea d'aquest sensor mesura uns 220 mm². Per tant, és aproximadament un 30% menor als sensors APS-C els quals s'utilitzen en les DSLR d'altres fabricants. L'àrea del sensor del sistema MFT és al voltant de 9 vegades més gran que els sensors 1/2,3 "que normalment s'utilitzen en càmeres digitals.
A més, tots els sensors d'imatge de càmeres Micro Quatre Terços tenen tecnologies d'eliminació de pols.

### Muntura dels objectius
La muntura d'objectius del sistema MFT és la secció en què es connecta una lent o un altre accessori al cos de la càmera i inclou les connexions físiques, elèctriques, òptiques, entre d'altres.

#### Reducció del diàmetre de muntura
Com a resultat de la recerca destinada a facilitar el disseny de lents compactes, el diàmetre exterior de la muntura de la lent mesura 38 mm. Per tant, el diàmetre exterior de la muntura dels objectius s'ha reduït 6 mm aproximadament respecte als sistemes Quatre Terços.

#### Addició designal contacts
La muntura d'objectius de les càmeres MFT estan equipats amb 11 contactes de senyal (signal contact) a diferència de les Quatre Terços que en tenen 9. L'addició d'aquests 2 contactes de senyal proporcionen a la càmera una previsualització en directe fluida i retards (lag) curts. A més, afavoreixen a la velocitat de comunicació entre el cos de la càmera i els objectius.

#### Compatibilitat dels objectius
Fabricants com Olympus i Panasonic han creat adaptadors de lents els quals permeten la utilització d'objectius no MFT a càmeres amb sistema MFT. Tot i això, es poden perdre algunes funcionalitats com, per exemple, l'enfocament automàtic.
Atès que el cos de les càmeres de Quatre Terços tenen una distància de registre més llarga que el cos de la càmera de MFT, les lents de Micro Four Thirds no es poden muntar en els cossos de càmeres de Quatre Terços.

### Relació d'aspecte
La relació d'aspecte d'una imatge és la relació entre la seva amplada i la seva llargada. El sistema Micro Four Thirds està dissenyat per ser compatible amb les ràtios d'aspecte especificats per al sistema de Quatre Terços, incloent-hi 4:3, 3:2 i 16:9. Amb l'excepció de dues càmeres MFT (Panasonic Lumix DMC-GH1 i Panasonic Lumix DMC-GH2), totes les càmeres MFT utilitzen una proporció d'aspecte d'imatge 4:3 nativa i, a través del retallable de la imatge 4:3, es pot arribar a utilitzar 16:9, 3:2 i 1:1.

### Distància de registre

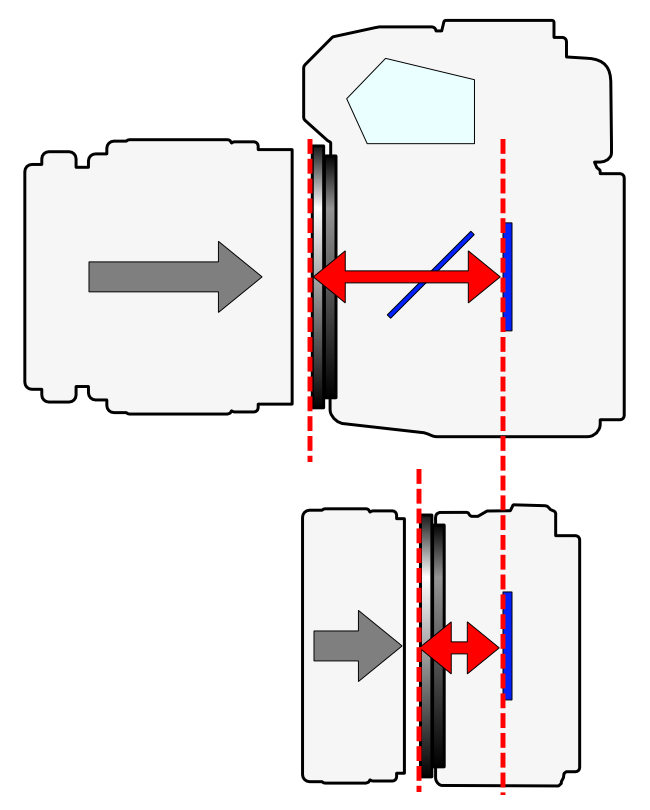
Diagrama que il·lustra la distància de registre en una càmera DSLR i en una no SLR (càmera MFT).

Amb les càmeres SLR i DSLR, la configuració de la distància de registre (distància entre el pla de muntatge de la lent i la superfície del sensor d'imatge) és molt important perquè alinea el punt focal de diferents lents intercanviables i assegura que l'enfocament sigui possible. Les càmeres SLR convencionals que utilitzen un visor tipus pentaprisme requereixen una caixa de mirall, la qual cosa significa que la distància de registre és més llarga que la de càmeres compactes que no utilitzen cap mirall. A causa d'això, és molt difícil reduir la mida i el gruix de les càmeres SLR i DSLR.
A més, les càmeres DSLR actuals incorporen molts components davant del sensor d'imatge, com ara l'estabilitzador d'imatge, el mecanisme de reducció de pols, entre d'altres. Tot això dificulta que la construcció d'aquestes càmeres siguin tan primes com per satisfer la demanda del mercat.
No obstant això, a causa de la demanda del mercat es va presentar una altra opció la qual consistia a eliminar el visor convencional i, per tant, la caixa del mirall. Sobre aquesta base, es va concebre el sistema Micro Quatre Terços.
Gràcies a aquest sistema, la distància de registre s'ha reduït a la meitat (aproximadament) de la distància utilitzada en el sistema Quatre Terços. Això es considera prou curt per permetre reduir radicalment la mida i el gruix, sense provocar problemes amb la unitat de la lent i reservar espai per allotjar els dispositius indispensables per a les DSLR, com ara el filtre de pas baix i el mecanisme de reducció de pols, així com dispositius que probablement s'adoptin en el futur.
L'omissió de la caixa del mirall unit a la reducció del diàmetre del muntatge de la lent, ha permès reduir el gruix i la mida de les càmeres SLR sense comprometre la qualitat d'imatge.

### Visor

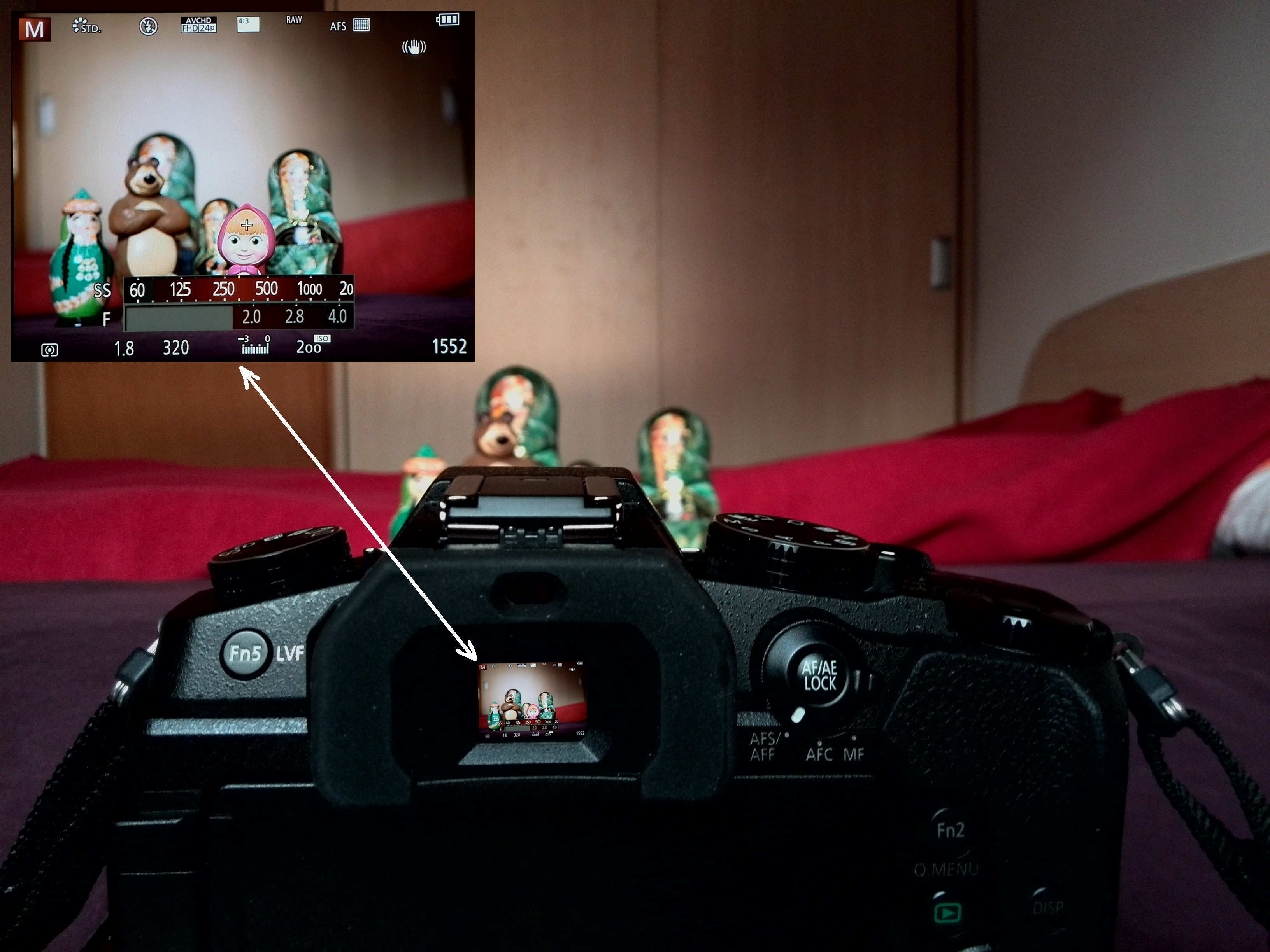
Visor electrònic de la Panasonic Lumix DMC-G80.

A causa de la reducció del volum de la càmera, en prescindir-se del mirall mòbil i el pentaprisma, les càmeres MFT utilitzen visors electrònics. Aquest tipus de visor permet tenir informació sobre la imatge en forma de sobreimpressions, ja que aquest visor és una pantalla LCD i no la imatge "en directe" de l'escena. A més, amb els visors electrònics és possible visualitzar com quedarà l'exposició final.
Tot i això, un dels problemes més freqüents d'aquest tipus de visor és l'interval de temps que hi ha entre el que veiem en aquest i el que passa realment
Com que es tracta d'un visor electrònic, el consum que té aquest és equivalent a la d'una pantalla LCD principal.

### Autofocus
La majoria de càmeres MFT utilitzen l'enfocament automàtic d'avaluació de contrast (CDAF), un sistema d'autofocus comú entre les càmeres compactes digitals. En canvi, les càmeres DSLR utilitzen l'autofocus de detecció de fase (PDAF).
L'estàndard de disseny del sistema Quatre Terços especifica una distància de registre de 40 mm (38,67 mm). Aquesta distància permet utilitzar un disseny reflex mitjançant la caixa de mirall i el pentaprisme. Inicialment, les càmeres DSLR Quatre Terços dissenyades per Olympus i Panasonic van utilitzar exclusivament sistemes de detecció de fase.
Posteriorment, Olympus va presentar la primera càmera Live View DSLR, la qual incorporava tant l'enfocament de detecció de fase tradicional i l'enfocament automàtic de detecció de contrast. Com a resultat, les lents de sistema de Quatre Terços més noves van ser dissenyades tant per PDAF com per CDAF. Actualment, moltes de les lents Quatre Terços funcionen en càmeres Micro Four Thirds quan s'utilitza un adaptador elèctric compatible a aquestes càmeres MFT. A part, el sistema MFT aconsegueix enfocar en un temps menor que les lents creades per sistemes Quatre Terços anteriors.

### Flaix
Les unitats de flaix dissenyades pel sistema Quatre Terços d'Olympus són compatibles amb el sistema Micro Four Thirds. En general, els flaixos d'Olympus i Panasonic són universals pel sistema MFT. És a dir, un flaix de la marca Olympus pot utilitzar-se en una càmera Panasonic i viceversa. Tot i això, hi ha alguns accessoris flaix dissenyats únicament per càmeres Olympus Pen.
La majoria de les càmeres MFT permeten flaixos TTL (through the lens). Les càmeres Panasonic anteriors a la Panasonic GH-3 tenen les funcions de flaix TTL limitades.
Com passa amb totes les càmeres MILC, el flaix TTL utilitzat a càmeres MFT introdueix un retard de l'obturador, ja que la càmera primer ha de mesurar la sortida de llum de l'anomenat preflash sobre el sensor principal a diferència de les càmeres DSLR les quals utilitzen un sensor de mesurament de llum especialitzat.

## Comparació entre DSLR i MFT
A part de la diferència de mida física, hi ha diversos aspectes que diferencien les càmeres Micro Four Thirds de les DSLR.

### Factor de distància focal
El factor de multiplicació de la distància focal és el valor numèric pel qual ha de multiplicar-se la distància focal d'un objectiu, per determinar la distància focal equivalent respecte a una càmera de format de pel·lícula de 35 mm, per tal de saber quin objectiu seria en aquest format que ens serveix de referència.
D'una banda, les DSLR full-frame són càmeres que tenen un sensor de 35 mm. Per tant, segueixen el format de pel·lícula de 35 mm (36 mm × 24 mm). Hi ha càmeres DSLR que tenen sensors més petits com, per exemple, les APS-C. Aquestes tenen un factor de distància focal de 1,5x o 1,6 (Nikon i Canon, respectivament). En canvi, les càmeres MFT tenen sensors encara més petits. Aquests tenen un factor de distància focal de 2x.
Per exemple, una objectiu de 50 mm en una càmera MFT té una distància focal efectiva de 100 mm, ja que 50 x 2,0 = 100. Per tant, si es vol assolir (a la càmera MFT) una distància focal de 50 mm, s'haurà d'insal·lar un objectiu de 25 mm (50 / 2,0 = 25 mm).

### Profunditat de camp
El diafragma és el factor més important que afecta la profunditat del camp.
De manera similar a la distància focal, el diafragma o nombre f de mesura d'una lent es basa en el format de 35 mm. De manera similar a la distància focal, quan s'utilitzen càmeres amb un sensor més petit al de 35 mm, s'aplica un factor de multiplicador a aquest nombre f. Les càmeres amb sistema Micro Four Thirds tenen un factor de multiplicació de profunditat de camp de 2x.
D'aquesta manera, una càmera de MFT ens proporciona menys profunditat de camp (poc profundes) a longituds focals similars en comparació amb una DSLR full-frame. Per exemple, una fotografia disparada en f/1,8 en una càmera de MFT donaria una sortida similar a una imatge disparada en f/3,6 en una càmera de 35 mm, ja que 1,8 x 2 = 3,6.

### Visors
Les DSLR tenen visors òptics, en canvi, les càmeres MFT tenen visors electrònics.
Els visors electrònics (EVF) tenen una sèrie de característiques pròpies. En primer lloc, amb aquest tipus de visor es pot veure a la foscor perquè quan es realitzen ajustos a la configuració de la càmera MFT, aquests es poden veure en temps real a través del visor. A part, es pot triar informació addicional per tal de poder que es vegi al visor, per exemple, l'histograma. També, quan es realitza un enfocament manual, els visors electrònics tenen la capacitat d'ampliar la visualització i veure clarament el que s'està enfocant.
A part, hi ha càmeres (com la Olympus OM-D E-M10 Mark II) que ofereixen focus peaking, una ajuda que ofereix el sistema per ressaltar de color blanc (o de color) les vores d'allò que està enfocat.
Tot i això, un inconvenient que tenen les càmeres amb visor electònic és que pot haver-hi un retard entre els canvis de l'escena i la visualització del visor electrònic, cosa que no passa amb un visor òptic.

### Funcionament amb poca llum
La ISO és un dels tres factors d'exposició, juntament amb la velocitat d'obturació i el diafragma. En termes molt bàsics, la ISO mesura la sensibilitat que té el sensor de la càmera davant la llum. Si aquesta sensibilitat és molt alta, apareix soroll en forma de gra.
En general, en condicions de poca llum, les DSLR full-frame proporcionen una ISO d'alt rendiment i un major rang dinàmic. Aquests factors combinats produeixen una sortida d'imatge que (generalment) és millor que qualsevol càmera amb un sensor més petit. Per tant, sota aquestes condicions, les càmeres amb un sensor més gran, tindran menys soroll.

### Autofocus
L'autofocus solia ser una de les majors diferències entre les càmeres DSLR i les MFT però, actualment, ja no és tan gran com es podria pensar.
Les DSLR utilitzen Phase Detect Auto Focus (comparació de fase)', en canvi, les MFT (i mirrorless) utilitzen una combinació de Phase Detect i Contrast Detect Auto Focus (avaluació de contrast).
D'una banda, el Phase Detect utilitza un sensor especial que divideix la llum en dues imatges i les enfoca fins que les dues imatges es connecten al sensor d'enfocament. Aquest sensor, aleshores, mesura quines diferències hi ha entre les dues imatges i aconsegueix saber on ha de centrar-se. En canvi, el Contrast Detect utilitza el sensor d'imatge real i indica a la càmera que mantingui el focus canviat fins que el contrast d'un píxel a un altre sigui el més alt possible. La càmera no sap com centrar-se, pel que generalment el procés és més lent i poc adequat per a la fotografia d'esport.
Per tant, la comparació de fase (a les càmeres DSLR) és més ràpida que l'avaluació de contrast. Tot i això, l'avaluació de contrast pot ser més precisa que la comparació de fase però, en general, és un procés més lent.